# ان‌جی‌سی ۴۸
ان‌جی‌سی ۴۸ (به انگلیسی: NGC 48) یک کهکشان مارپیچی با قدر ظاهری ۱۵ است که در صورت فلکی زن برزنجیر قرار دارد.